# ناس (مواد مخدر)

ناس (استفاده از گیره برای مقایسهٔ اندازه)

ناس یا نسوار (به دری و پشتو: نسوار؛ به اردو: نسوار؛ به هندی: नसवार)، همچنین با نام‌های ناس، ناسور یا نسوای شناخته می‌شود، نوعی تنباکوی بدون دود مرطوب و پودری است که عمدتاً در افغانستان مصرف می‌شود و در کشورهای همسایه از جمله پاکستان، هند، تاجیکستان و ازبکستان نیز رواج دارد.
نسوار معمولاً به مدت ۱۵ تا ۳۰ دقیقه در کف دهان زیر لب پایین یا داخل گونه قرار داده می‌شود، روشی که به آن پرچان کردن گفته می‌شود. این محصول شباهت زیادی به دیپینگ تنباکو و اسنوس دارد. مناطق صوابی، بنو، دیره اسماعیل خان، چارسده، مهمند و هرات به تولید ناسوار باکیفیت مشهور هستند. 
مصرف نسوار می‌تواند اثرات زیان‌بار متعددی داشته باشد، از جمله بیماری‌های دهان و دندان، سرطان دهان، سرطان مری، سرطان لوزالمعده، بیماری سرخرگ کرونری، و اثرات منفی بر سلامت باروری شامل مرده‌زایی، زایمان زودرس و کم‌وزنی هنگام تولد.
هرچند نسوار نسبت به محصولات سنتی تنباکوی دودزا خطر کمتری دارد، اما جایگزین سالمی برای سیگار محسوب نمی‌شود. میزان خطر در انواع مختلف این محصول و مناطق تولید آن متفاوت است. هیچ سطح ایمنی برای مصرف ناسوار وجود ندارد. به‌طور کلی، محصولات تنباکوی بدون دود سالانه موجب مرگ حدود ۶۵۰ هزار نفر در سراسر جهان می‌شوند.

## انواع
نسوار در دو شکل تولید می‌شود: به‌صورت پودر و به‌صورت خمیری که با آهک مخلوط شده و به شکل کیک درمی‌آید. این ماده بوی بسیار تند و قوی دارد که شبیه بوی یک بسته علف تازه است و هنگام مخلوط شدن با بزاق دهان، طعمی ملایم ایجاد می‌کند. اثر نیکوتین ممکن است ظرف پنج دقیقه پس از مصرف آغاز شود و باعث ایجاد احساس سوزش خفیف در بخش داخلی لب و زبان گردد.  
ناس معمولاً از ترکیب تنباکو، خاکستر، روغن پنبه یا کنجد، آب و گاهی صمغ تهیه می‌شود.
نسوار از تنباکو، آهک شکفته، نیل، هل، روغن، جوهر نعنا و آب تشکیل می‌شود. 
برای تهیهٔ نسوار، برگ‌های تنباکو در معرض آفتاب و گرما خشک می‌شوند. سپس به آن‌ها آهک شکفته، خاکستر پوست درخت و مواد طعم‌دهنده و رنگ‌دهنده افزوده می‌شود. در ادامه، آب اضافه کرده و مخلوط به شکل گلوله‌هایی فرم داده می‌شود.

## نحوهٔ مصرف و توزیع

### آسیای جنوبی و مرکزی
فرم پودری سبزرنگ نسوار رایج‌ترین نوع مورد استفاده در این منطقه است. برای تهیه آن، ابتدا مقداری آب در حفره‌ای سیمان‌کاری‌شده ریخته می‌شود، سپس آهک شکفته (کلسیم هیدروکسید) و تنباکوی خشک‌شده در آفتاب و آسیاب‌شده به آن اضافه می‌گردد. به‌منظور ایجاد رنگ، ماده‌ای به نام گیاه نیل به ترکیب افزوده می‌شود و گاهی نیز خاکستر درخت ارس برای طعم‌دهی به آن افزوده می‌گردد.
در حال حاضر، در کشورهای این منطقه، نسوار معمولاً در بازارها و اغلب بر روی سینی‌هایی در کنار سیگار و تخمه آفتابگردان فروخته می‌شود. تنها استثنا کشور ترکمنستان است که در سال ۲۰۰۸، رئیس‌جمهور قربانقلی بردی‌محمداف با صدور فرمانی، تولید، فروش، مصرف و واردات نسوار را ممنوع اعلام کرد.
در قزاقستان، نسوار در سال ۲۰۱۱ به فهرست مواد مخدر و روان‌گردان تحت کنترل افزوده شد.
در نوامبر ۲۰۰۶، سرمقاله‌ای در روزنامه دیلی تایمز پاکستان جنجال‌برانگیز شد، زیرا به باور برخی، این مقاله نگاه جانبدارانه‌ای نسبت به گرایش قوم پشتون به مصرف ناسوار داشت.

### اروپای شرقی و روسیه
در روسیه، نسوار یک محصول سنتی محسوب نمی‌شود، اما به‌ویژه در میان نوجوانان محبوبیت پیدا کرده است. این ماده در بازارهای مسکو و سایر شهرهای مناطق اورال، ولگا و نواحی دیگر کشور به فروش می‌رسید. معمولاً فروش آن روی سینی‌هایی در کنار ادویه‌جات انجام می‌شد.
بر اساس گزارش انجمن توزیع‌کنندگان دخانیات گرندتَباک، در نیمه نخست سال ۲۰۰۴، واردات نسوار به روسیه تقریباً به ۶۷ تُن (به ارزش حدود ۲ میلیون دلار آمریکا) رسید که عمدتاً از کشورهای قزاقستان، قرقیزستان و تاجیکستان انجام شده بود.
در تاریخ ۲۳ فوریه ۲۰۱۳، دومای دولتی روسیه قانونی فدرال (شماره 15-ФЗ) تصویب کرد که بر اساس آن، از اول ژوئن ۲۰۱۳ فروش عمده و خردهٔ نسوار در این کشور ممنوع شد.
در بلاروس، پزشکان اطلاعات پزشکی مرتبط با مصرف ناسوار را به نهادهای قانونی گزارش داده‌اند. در کشور استونی نیز نسوار در برخی کلوپ‌های شبانه توزیع می‌شود.

## اثرات در سلامت
با اینکه نسوار نسبت به سیگار کشیدن خطر کمتری دارد، اما همچنان اعتیادآور است، خطرات جدی برای سلامتی دارد، سطح مصرف ایمن برای آن تعریف نشده و جایگزین بی‌خطری برای سیگار محسوب نمی‌شود.به‌طور جهانی، نسوار سالانه در مرگ ۶۵۰٬۰۰۰ نفر نقش دارد که بخش قابل توجهی از این مرگ‌ومیرها در جنوب آسیا رخ می‌دهد.
مصرف نسوار می‌تواند منجر به بروز مشکلات متعدد سلامتی از جمله بیماری‌های دندانی، سرطان دهان، سرطان مری، سرطان پانکراس، بیماری‌های قلبی‌عروقی، آسم و ناهنجاری‌های سیستم تولیدمثل در زنان شود. همچنین این ماده خطر ابتلا به بیماری سرخرگ کرونری، سکته مغزی و بیماری ایسکمیک قلبی را افزایش می‌دهد.
ترک نسوار به اندازه ترک سیگار چالش‌برانگیز است.هیچ شواهد علمی‌ای وجود ندارد که نشان دهد مصرف نسوار می‌تواند به ترک سیگار کمک کند. 

### سرطان
نسوار یکی از عوامل بروز سرطان دهان، سرطان مری و سرطان پانکراس است. خطر افزایش‌یافته‌ی ابتلا به سرطان دهان ناشی از ناسوار در کشورهایی مانند ایالات متحده وجود دارد، اما این خطر به‌ویژه در کشورهای جنوب آسیا که مصرف دخانیات بدون دود رایج است، بیشتر مشاهده می‌شود.
تمام محصولات دخانی، از جمله نسوار، حاوی ترکیبات سرطان‌زا هستند. میزان و نوع این ترکیبات در ناسوار بسته به نوع محصول و روش تولید آن متفاوت است. تاکنون ۲۸ ماده شناخته‌شده‌ی سرطان‌زا در محصولات دخانی بدون دود شناسایی شده‌اند.

### بیماری‌های قلبی‌عروقی
استفاده از نسوار خطر ابتلا به بیماری سرخرگ کرونری و سکته مغزی را افزایش می‌دهد.[ در سال ۲۰۱۰، بیش از ۲۰۰٬۰۰۰ نفر بر اثر بیماری سرخرگ کرونری ناشی از مصرف دخانیات بدون دود جان خود را از دست دادند. همچنین شواهدی وجود دارد که مصرف نسوار در آسیا خطر بیماری ایسکمیک قلبی را به میزان قابل توجهی افزایش می‌دهد، گرچه این رابطه در اروپا مشاهده نشده است.

### اثرات در دوران بارداری
مصرف نسوار در دوران بارداری می‌تواند باعث بروز عوارضی مانند مرده‌زایی، زایمان زودرس و وزن کم نوزاد هنگام تولد شود. نیکوتین موجود در نسوار می‌تواند بر رشد مغز جنین پیش از تولد تأثیر منفی بگذارد.

## تاریخچه
نسوار در بازهٔ سال‌های ۱۴۹۳ تا ۱۴۹۶ میلادی، پس از دومین سفر کریستف کلمب به آمریکا، توسط راهب اسپانیایی به نام  رامون پانه به اروپای غربی معرفی شد.
در سال ۱۵۶۱ میلادی، ژان نیکوت، سفیر فرانسه در لیسبون، پرتغال، نسوار را برای درمان میگرن مزمن پسر کاترین مدیچی به او فرستاد.